# Bathylagus niger
Bathylagus niger är en fiskart som beskrevs av Kobyliansky 2006. Bathylagus niger ingår i släktet Bathylagus och familjen Bathylagidae. Inga underarter finns listade.